# デサスピジン
デサスピジン(Desaspidin)は、駆虫薬である。オシダ属のDryopteris arguta中に天然に含まれる。1950年代から、葉緑体内でのデサスピジンによる光リン酸化の阻害効果が知られ、研究されていた。